# Kvinna utan samvete
Kvinna utan samvete (engelska: Double Indemnity) är en amerikansk thrillerfilm från 1944 i regi av Billy Wilder. I huvudrollerna ses Barbara Stanwyck, Fred MacMurray och Edward G. Robinson.

## Handling
Walter Neff (Fred MacMurray) träffar den sköna Phyllis Dietrichson (Barbara Stanwyck), när han är ute och säljer försäkringar. Hon gillar inte sin make och vill ha en olycksfallsförsäkring som ger henne 100 000 dollar om det skulle hända honom något. Neff vill först inte vara med men lockas in i en plan som slutar med att maken mördas. Men Neffs arbetskollega Barton Keyes (Edward G. Robinson) har ett sjätte sinne för falska anmälningar och intresserar sig för omständigheterna och änkan Dietrichson.

## Rollista i urval
| Fred MacMurray     | – Walter Neff                                 |
| Barbara Stanwyck   | – Phyllis Dietrichson                         |
| Edward G. Robinson | – Barton Keyes                                |
| Porter Hall        | – Mr Jackson                                  |
| Jean Heather       | – Lola Dietrichson                            |
| Tom Powers         | – Mr Dietrichson                              |
| Byron Barr         | – Nino Zachetti                               |
| Richard Gaines     | – Edward S. Norton, Jr.                       |
| Fortunio Bonanova  | – Sam Gorlopis                                |
| John Philliber     | – Joe Peters                                  |
| Raymond Chandler   | – man som läser en bok (ej krediterad, cameo) |

## Om filmen
Detta var Billy Wilders första framgång i Hollywood. Tillsammans med Raymond Chandler skrev Wilder manus efter en berättelse av James M. Cain.
Filmen nominerades till sju Oscars men vann ingen.
Historien är delvis baserad på en sann händelse 1927. En kvinna i Queens övertalade sin älskare att mörda maken efter att hon övertalat sin make att ta ut en livförsäkring.

## Galleri
- Trailer från 1950-talet inför en TV-visning av filmen.

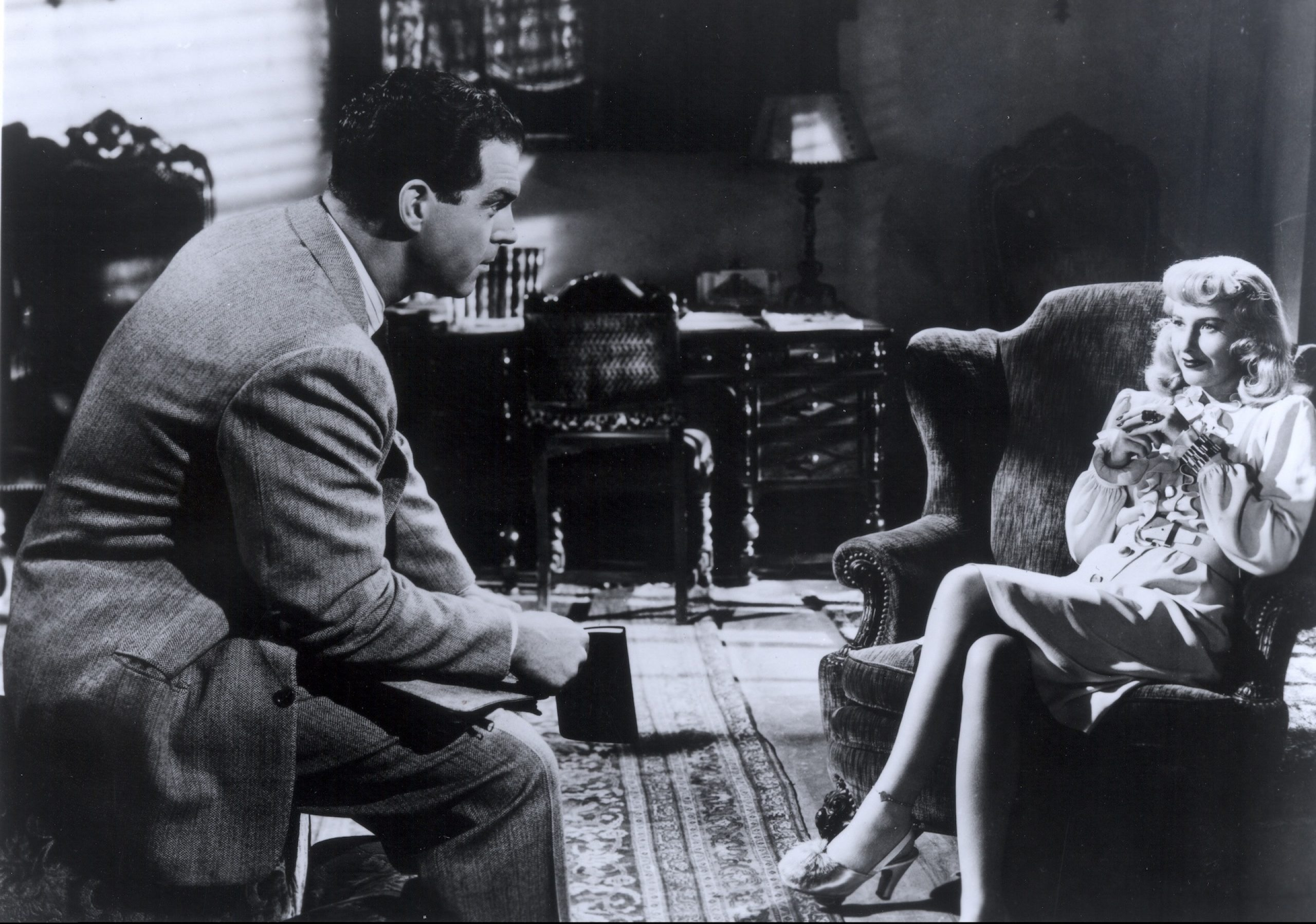
Fred MacMurray och Barbara Stanwyck.
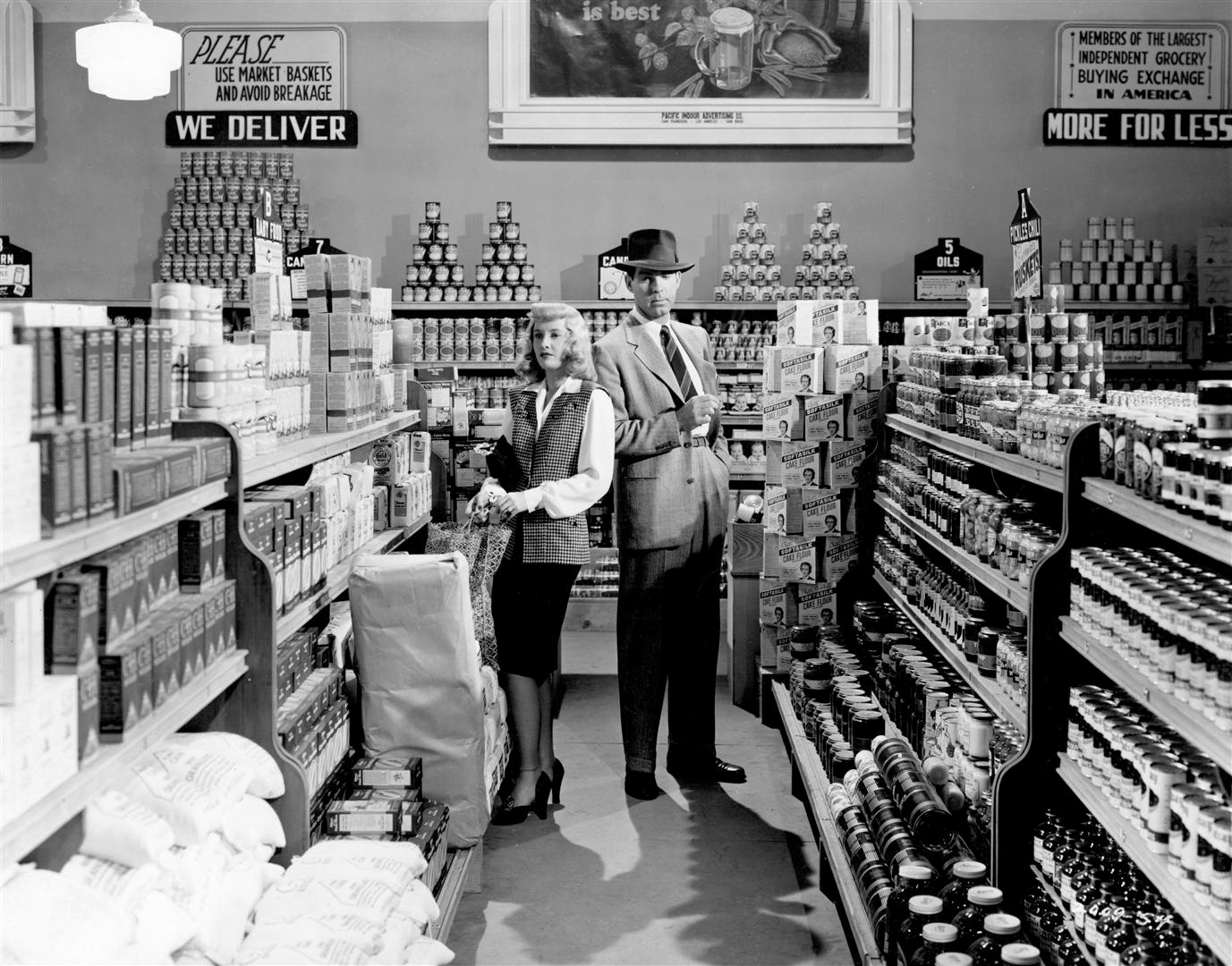
En scen i en affär.
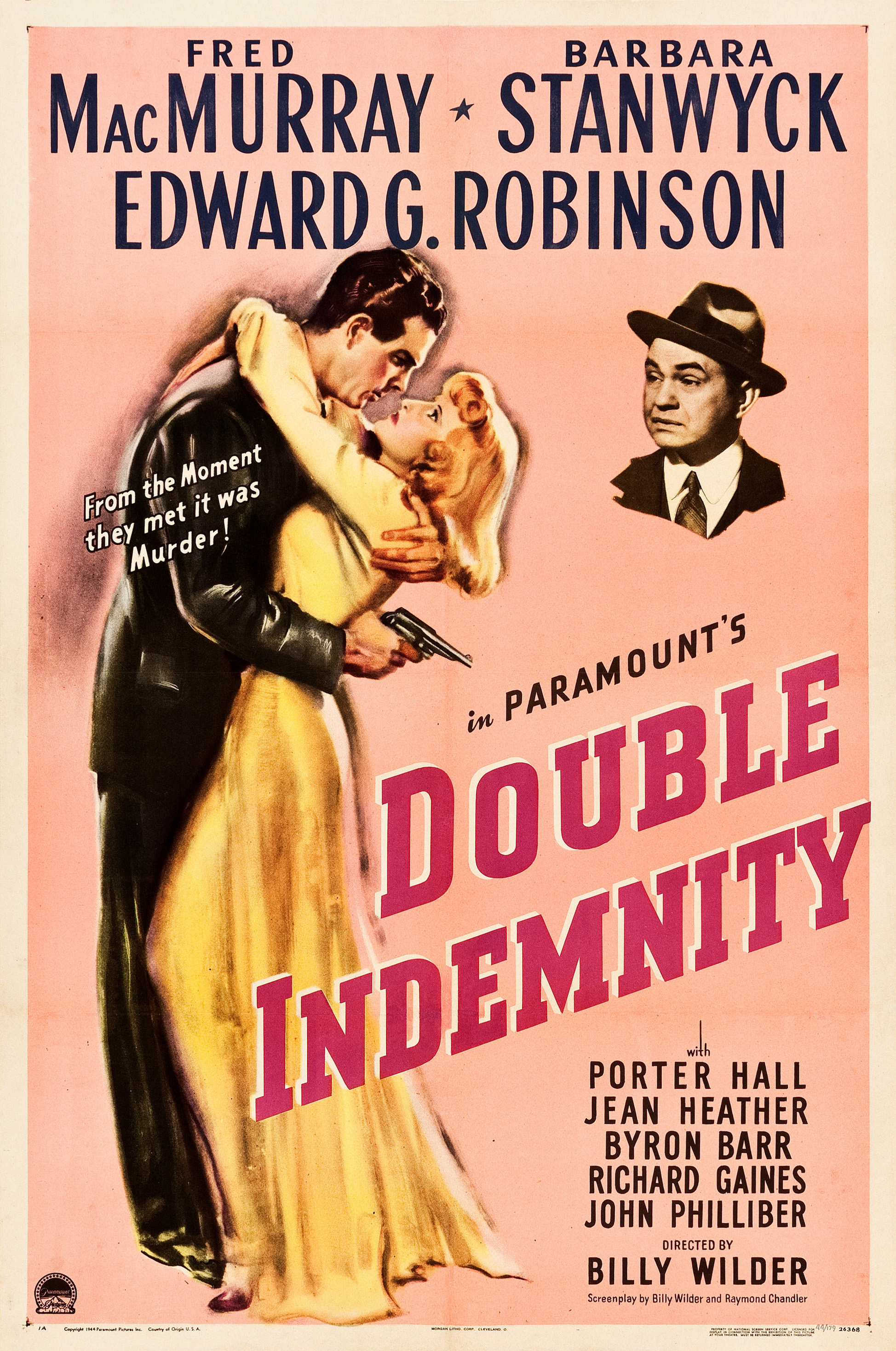
Affisch.
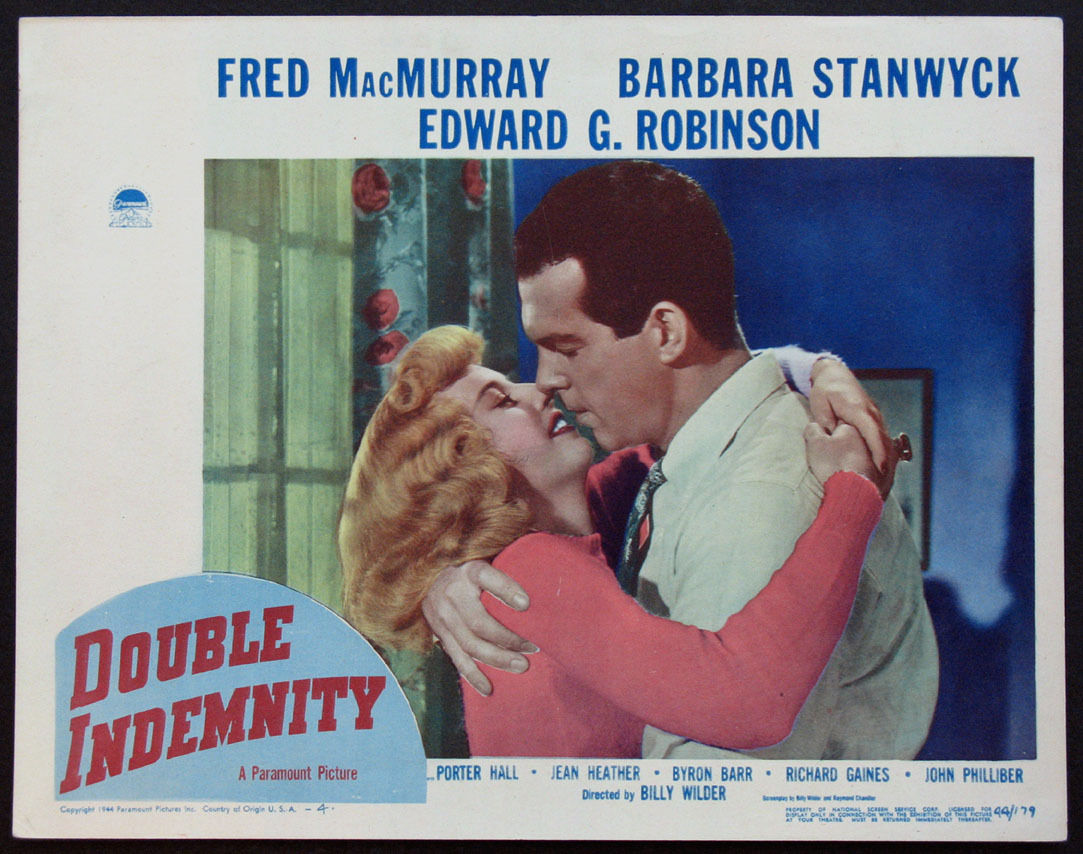
Affisch.